# Línea Miraflores-Tarragona
La línea Miraflores-Tarragona, oficialmente denominada línea Miraflores-San Vicente de Calders, es una línea de ferrocarril de ancho ibérico que forma parte la red ferroviaria española. Tiene una longitud de 275,8 km y su trazado recorre las provincias de Zaragoza, Teruel y Tarragona. El ente Adif es el propietario de las infraestructuras. Siguiendo la catalogación de Adif, es la línea «210».

## Historia

### Construcción
En la década de 1860, en una época en que Zaragoza disponía de conexiones ferroviarias con Madrid y Barcelona, se planteó la construcción de una línea férrea que enlazara Zaragoza con Escatrón. Para ello, en 1865 se estableció la sociedad del «Ferrocarril Príncipe de Asturias de Zaragoza á Escatrón», que inició las obras ese mismo año. Sin embargo, la empresa encontró numerosas dificultades y terminaría quebrando en 1869, sin materializarse el proyecto. 
En 1869 se creó una nueva compañía, la del «Ferrocarril de Zaragoza a Escatrón y Val de Zafan a las Minas de la cuenca minera de Gargallo-Utrillas», que continuó los trabajos. En junio de 1874 se inauguró el tramo Zaragoza-Fuentes de Ebro; los siguientes tramos se inauguraron entre 1877 y 1878, siendo completada la línea con la inauguración del tramo La Zaida-La Puebla de Híjar en junio de 1879. Para entonces el trazado se encontraba en manos de los Ferrocarriles Carboníferos de Aragón, pero la explotación fue infructuosa y la compañía acabó quebrando, sin finalizar el proyecto.
Paralelamente, en la década de 1880 se puso en marcha otro proyecto por parte de la llamada Compañía de los Ferrocarriles Directos de Madrid y Zaragoza a Barcelona, que buscaba una conexión más directa entre Barcelona y Zaragoza por Caspe. Esta ya se había hecho con la propiedad del trazado Zaragoza-La Puebla de Híjar y comenzó los trabajos del tendido de vía en la zona de Reus y Valls. Sin embargo, quebraría en 1885 debido a las dificultades financieras y al año siguiente sería anexionada por la Compañía de los Ferrocarriles de Tarragona a Barcelona y Francia (TBF), que continuó las obras. 
Entre 1890 y 1891 se inauguraron los tramos comprendidos entre Reus y Mora la Nueva, seguidos en 1892 por el tramo Mora-Fayón y en 1893 por el tramo Fayón-Caspe. Aquí las mayores dificultades se encontraban en la complicada orografía de la zona y en la necesidad de construir un puente sobre el caudaloso río Ebro. Finalmente, en 1894 quedaría completada la línea con la inauguración de los tramos La Puebla de Híjar-Samper y Caspe-Samper. Además, la TBF construyó en Zaragoza un ramal de enlace con la estación de Santo Sepulcro, propiedad de la compañía MZA. Lo cierto es que en 1891 ambas empresas habían suscritó un convenio de fusión, por el cual TBF se integraría en MZA, lo que terminó materializándose en 1898.

### Explotación y evolución
La línea fue abierta a la explotación en 1895, constituyendo de hecho la segunda conexión ferroviaria entre Zaragoza y Barcelona —tras la que ya poseía la compañía «Norte» por Huesca y Lérida—. Para servir a esta línea, MZA situó en la estación de Mora la Nueva un importante depósito de locomotoras, talleres e instalaciones varias. En 1895 se puso en marcha una pequeña línea que, partiendo desde la estación de La Puebla de Híjar, llegaba hasta Alcañiz. Esto permitió la conexión entre Zaragoza y Alcañiz mediante transbordos. La idea era que este nuevo ferrocarril llegase hasta San Carlos de la Rápita y abarcase los territorios del Bajo Aragón y la Tierra Alta, pero los trabajos de construcción se alargaron durante varias décadas y la línea nunca se llegó a completar. 
Durante el transcurso de la Guerra Civil la línea sufrió graves daños como consecuencia de las operaciones militares.
En 1941, con la nacionalización de la red ferroviaria de ancho ibérico, la línea pasó a integrarse en la recién creada Red Nacional de los Ferrocarriles Españoles (RENFE). Durante los años inmediatos de la posguerra se acomentió la ingente labor de reconstruir las infraestructuras dañadas. Cabe destacar que bajo gestión de RENFE se fue sustituyendo paulatinamente la tracción vapor por la tracción diésel, proceso de modernización que culminaría con la electrificación de todo el trazado. En 1967 la apertura del embalse de Ribarroja anegó e los pueblos de Mequinenza y Fayón, obligando a modificar el trazado original del ferrocarril. Como consecuencia del nuevo trazado que se adoptó, la estación de Fayón —renombrada como «Fayón-Puebla de Masaluca»— fue trasladada hasta Puebla de Masaluca, a 4 kilómetros del nuevo pueblo de Fayón.    
En enero de 2005, con la división de RENFE en Renfe Operadora y Adif, la línea pasó a depender de esta última.
En su declaración de red de 2020 el ente Adif segregó el tramo Tarragona-San Vicente de Calders de la línea Valencia-San Vicente Calders y lo asignó a la línea Miraflores-Tarragona, que pasó a denominarse «línea Miraflores-San Vicente de Calders». Esto supuso que la longitud total de la línea aumentase en 24,871 km.